# Petr Freiwillig
Petr Freiwillig (* 1979) je český historik a publicista.

## Životopis
Vystudoval libereckou Integrovanou střední školu dopravní a stavební. Následně pokračoval ve studiu na Přírodovědecké fakultě Ostravské univerzity v Ostravě. Toto studium však ukončil a od roku 1999 pracoval pro pražský dopravní podnik, odkud po jednom roce odešel do společnosti ČSAD Liberec. Roku 2005 začal dálkově na Filozofické fakultě brněnské Masarykovy univerzity studovat obor Historické vědy. Následně pokračoval ve studiu na Fakultě přírodovědně-humanitní a pedagogické Technické univerzity v Liberci, které úspěšně zakončil obhajobou diplomové práce. Od roku 2013 studoval v kombinovaném doktorském studiu obor Trvale udržitelný rozvoj a průmyslové dědictví na katedře architektury Fakulta stavební ČVUT. Roku 2017 zde obhájil disertační práci na téma Transformace proto-industrie na tovární způsob výroby: vliv změny výrobního způsobu na stavební podobu výrobních objektů na příkladu Frýdlantska. Od roku 2009 je zaměstnán na Odboru péče o památkový fond na libereckém pracovišti Národního památkového ústavu. Svými názory přispívá do celostátních periodik, na odborné webové stránky „Liberec:Reichenberg, architektura na severu Čech“ či do vysílání Českého rozhlasu.

## Dílo
- ŠTERNOVÁ, Petra; FREIWILLIG, Petr. Soupis nemovitých kulturních památek v Libereckém kraji. Liberec: Národní památkový ústav, územní odborné pracoviště v Liberci, 2010. 168 a 147 s. ISBN 978-80-903934-2-4, ISBN 978-80-87810-00-2. Dílo je dvousvazkové (A–Le a Li)..
- FREIWILLIG, Petr. Recepce zlínského stavebního konceptu v novodobé architektuře Jablonce nad Nisou (Příspěvek k průzkumu a zhodnocení moderní průmyslové architektury v České republice). Zprávy památkové péče. 2010, čís. 4, s. 260–267. Dostupné v archivu pořízeném dne 2020-07-13. Archivováno 13. 7. 2020 na Wayback Machine.
- ZEMAN, Jaroslav, a kol. Liberec: urbanismus, architektura, industriál, pomníky, objekty, památky. Liberec: Knihy 555, 2011. 176 s. ISBN 978-80-86660-33-2. Zpracování kapitoly o památkové péči.
- FREIWILLIG, Petr. Technické stavby Frýdlantska. Liberec: Národní památkový ústav, územní odborné pracoviště v Liberci, 2011. 127 s. ISBN 978-80-904852-2-8.[9][10]
- FREWILLIG, Petr. Schneiderova vila v Jablonci nad Nisou. In: KŘÍŽEK, Jiří; KŘÍŽKOVÁ, Olga. Památky Libereckého kraje: sborník Národního památkového ústavu, územního odborného pracoviště v Liberci 2009. Liberec: Národní památkový ústav, územní odborné pracoviště v Liberci, 2009. Dostupné online. ISBN 978-80-903934-4-8. S. 32–39.
- FREIWILLIG, Petr; HRDOUŠEK, Vladislav. Silniční mosty u Spálova = Road bridges near Spálov. Beton – Technologie, Konstrukce, Sanace. 2014, čís. 14, s. 57–59. Dostupné v archivu pořízeném dne 2015-04-02. Archivováno 2. 4. 2015 na Wayback Machine.
- KOLKA, Miroslav; FREIWILLIG, Petr. Stavební podoba a vývoj vodní pily čp. 21 v Oldřichově v Hájích v kontextu historie zpracování dřeva v Jizerských horách = Building shape and evolution of the water saw-mill, house number 21 in Oldřichov v Hájích in the context of the woodworking history in Jizera Mountains. Prameny Nisy. 2012, s. 52–65. Dostupné online. ISSN 1213-5097.
- FREIWILLIG, Petr. Technická památka jako živý technologický komplex na příkladu špičkové vodní elektrárny v Liberci–Rudolfově. Zprávy památkové péče. 2013, s. 237–245.
- FREIWILLIG, Petr. Od mlýnů k továrnám. 1. vyd. Liberec: RK, 2017. 168 s. ISBN 978-80-87100-37-0.